# Rubanostreptus metazonalis
Rubanostreptus metazonalis är en mångfotingart som först beskrevs av Henri Saussure och Leo Zehntner 1902.  Rubanostreptus metazonalis ingår i släktet Rubanostreptus och familjen Spirostreptidae. Inga underarter finns listade i Catalogue of Life.